# Sistema de Buses de Tránsito Rápido de Santa Cruz de la Sierra
El Sistema de Buses de Tránsito Rápido de Santa Cruz de la Sierra llamado oficialmente Sarao era un sistema de autobuses de tránsito rápido de Santa Cruz de la Sierra en Bolivia.
Las obras se iniciaron el lunes 13 de mayo de 2019. La primera fase comprendía el eje troncal norte-sur y el primer anillo. Sin embargo, en 2022 la concesión del contrato para operar el BRT fue cancelado por el alcalde Jhonny Fernández debido principalmente a la oposición al proyecto de parte de los micreros de la ciudad.